# Licince
Licince (bis 1927 slowakisch „Licynec“; ungarisch Lice) ist eine Gemeinde in der Mitte der Slowakei mit 793 Einwohnern (Stand 31. Dezember 2024), die zum Okres Revúca, einem Kreis des Banskobystrický kraj, gehört und in der traditionellen Landschaft Gemer liegt.

## Geographie

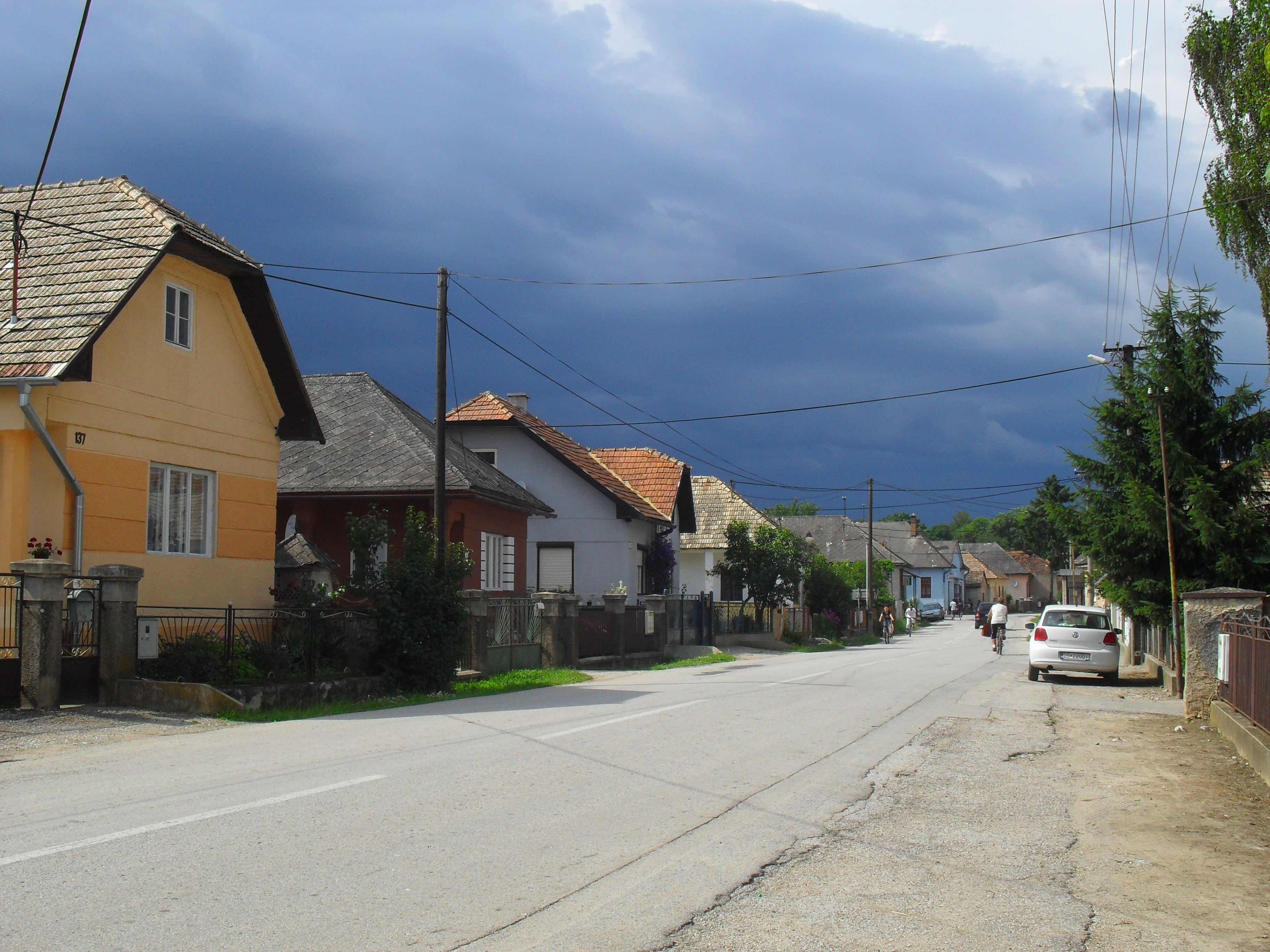
Ortsbild von Licince

Die Gemeinde befindet sich im Südwestteil des Slowakischen Karstes im Tal des Flusses Muráň. Das Ortszentrum liegt auf einer Höhe von 211 m n.m. und ist 11 Kilometer von Jelšava sowie 23 Kilometer von Revúca entfernt.
Nachbargemeinden sind Šivetice und Hucín im Norden, Gemerská Hôrka im Osten, Meliata im Südosten, Gemerská Ves im Süden, Leváre im Südwesten und Držkovce im Westen.

## Geschichte

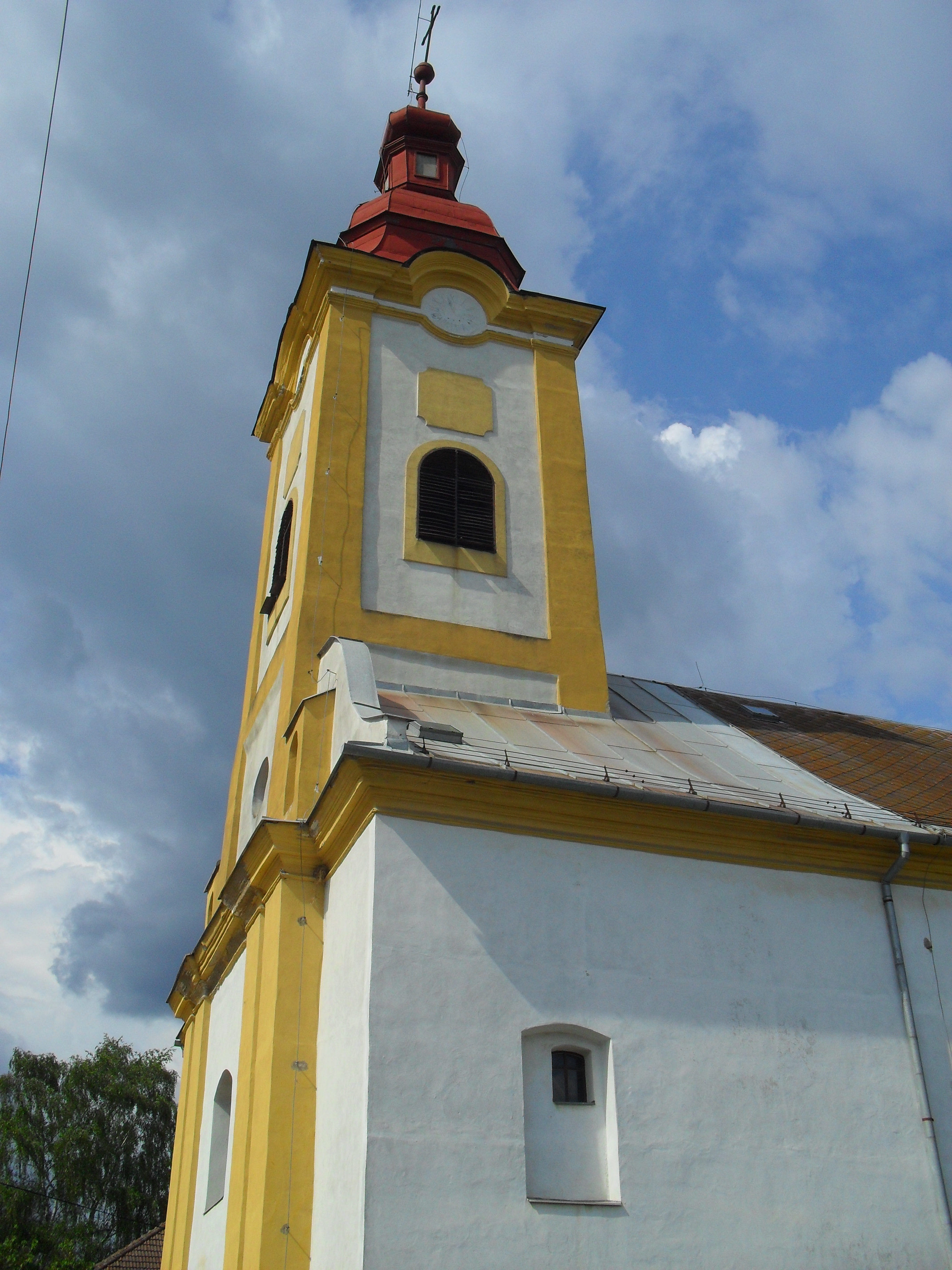
Kirche

Licince wurde zum ersten Mal 1243 als Lincha schriftlich erwähnt, als das bisher zum Herrschaftsgebiet der Burg Gemer gehörende Dorf an das Geschlecht Bebek in einem Verwaltungsakt geschenkt wurde. Die Bebeks besaßen zu einem Zeitpunkt 39 Porta im Ort. Wegen Kriegen und osmanischen Angriffen im 16. und 17. Jahrhundert flüchtete die Bevölkerung, erst während der Herrschaft von Franz Wesselényi setzte eine Wende ein. 1828 zählte man 120 Häuser und 833 Einwohner, die als Landwirte, aber auch als Bergleute, Fuhrmänner, Köhler und Töpfer beschäftigt waren.
Bis 1918 gehörte der im Komitat Gemer und Kleinhont liegende Ort zum Königreich Ungarn und kam danach zur Tschechoslowakei beziehungsweise heute Slowakei. 1938–45 lag er auf Grund des Ersten Wiener Schiedsspruchs noch einmal in Ungarn.

## Bevölkerung
| Jahr                | 1994 | 2004     | 2014     | 2024    |
| ------------------- | ---- | -------- | -------- | ------- |
| Anzahl der Personen | 535  | 686      | 756      | 793     |
| Unterschied         |      | +28,22 % | +10,20 % | +4,89 % |

| Jahr                | 2023 | 2024    |
| ------------------- | ---- | ------- |
| Anzahl der Personen | 791  | 793     |
| Unterschied         |      | +0,25 % |

Nach der Volkszählung 2011 wohnten in Licince 705 Einwohner, davon 431 Slowaken, 214 Magyaren, 49 Roma und ein Tscheche. 10 Einwohner machten keine Angabe zur Ethnie.
613 Einwohner bekannten sich zur römisch-katholischen Kirche, 11 Einwohner zur Evangelischen Kirche A. B., 10 Einwohner zur reformierten Kirche, vier Einwohner zu den Zeugen Jehovas, jeweils zwei Einwohner zur evangelisch-methodistischen Kirche und zur orthodoxen Kirche sowie ein Einwohner zu den Baptisten. 43 Einwohner waren konfessionslos und bei 19 Einwohnern wurde die Konfession nicht ermittelt.

## Bauwerke

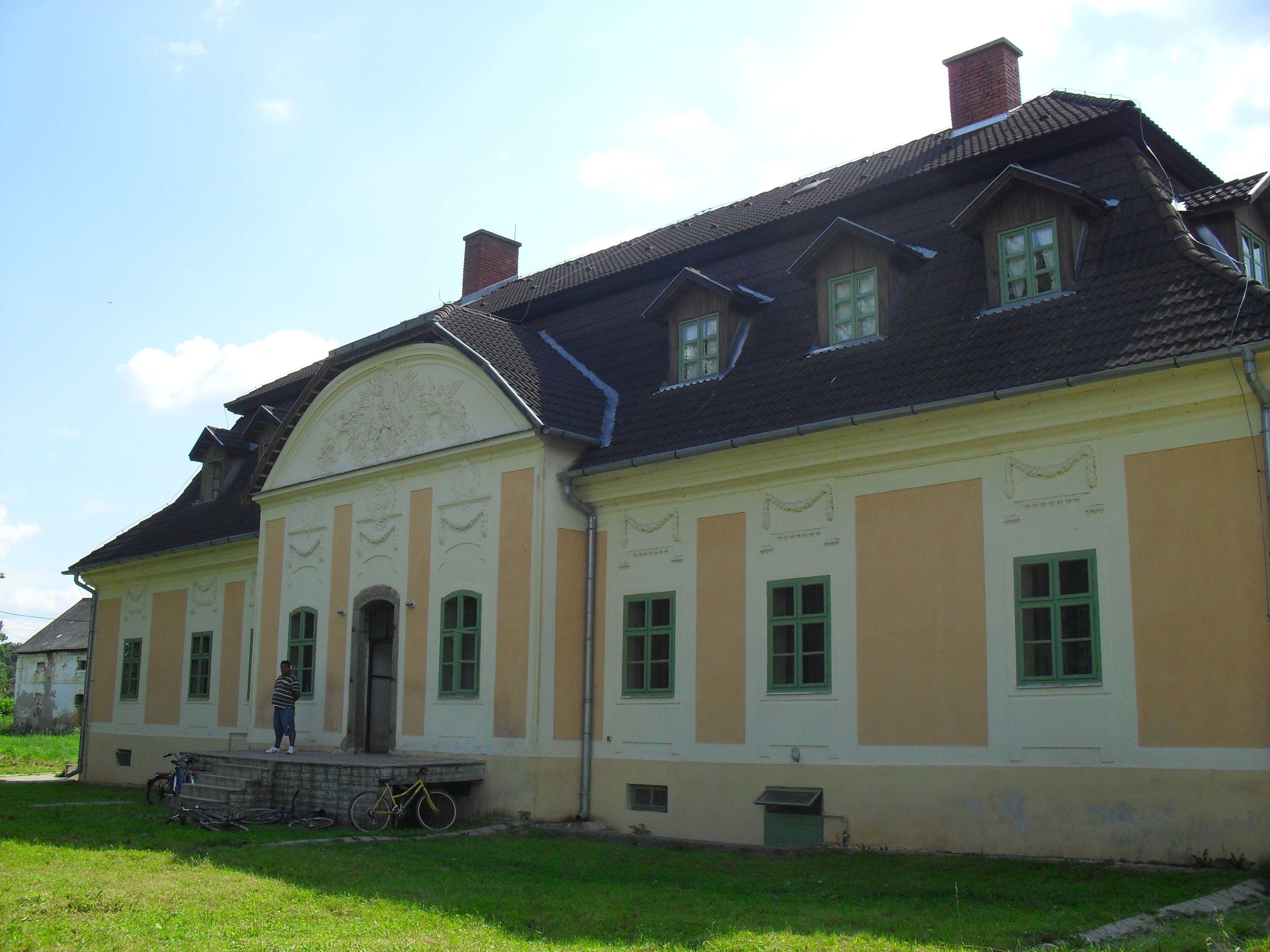
Landschloss

- römisch-katholische Nikolauskirche im klassizistischen Stil aus dem Jahr 1830
- zwei einstöckige Landschlösser im klassizistischen Stil aus dem Ende des 18. Jahrhunderts